# Jan I van Melun
Jan I van Melun (Jean Ier de Melun) (gestorven op 30 juli 1350), was burggraaf van Melun, heer van Tancarville en van Montreuil-Bellay. 

## Biografie
Hij was de zoon van Adam IV van Melun en van Jeanne de Sully. Hij trouwde in 1316 een eerste keer met Jeanne de Tancarville. Hij werd in 1318 benoemd tot groot kamerheer door Filips V van Frankrijk. 
Op 30 november 1329 huwde hij met Isabeau (Isabelle) van Antoing, burggravin van Gent, dame van Epinoy, Heusden en van Zottegem. Hij werd zo ook heer van Zottegem. Jan en Isabeau kregen drie kinderen: Isabelle, Marie en Hugo I van Melun. Jan diende het Franse koninklijke leger in 1318, 1338, 1346 onder de koningen Filips V van Frankrijk, Karel IV van Frankrijk en Filips VI van Frankrijk. 
Na zijn dood in 1350 werd hij begraven in de Abbaye du Jard.